# Aldonové kyseliny

Fischerova projekce D-glukonové kyseliny

Aldonové kyseliny jsou skupinou karboxylových kyselin. Vznikají oxidací aldehydové skupiny prvního uhlíku monosacharidů na karboxylovou skupinu. Jména aldonových kyselin se odvozují od názvů výchozích sacharidů, jako příklad je možné uvést glukonovou kyselinu.